# Okinawa Churaumi-aquarium

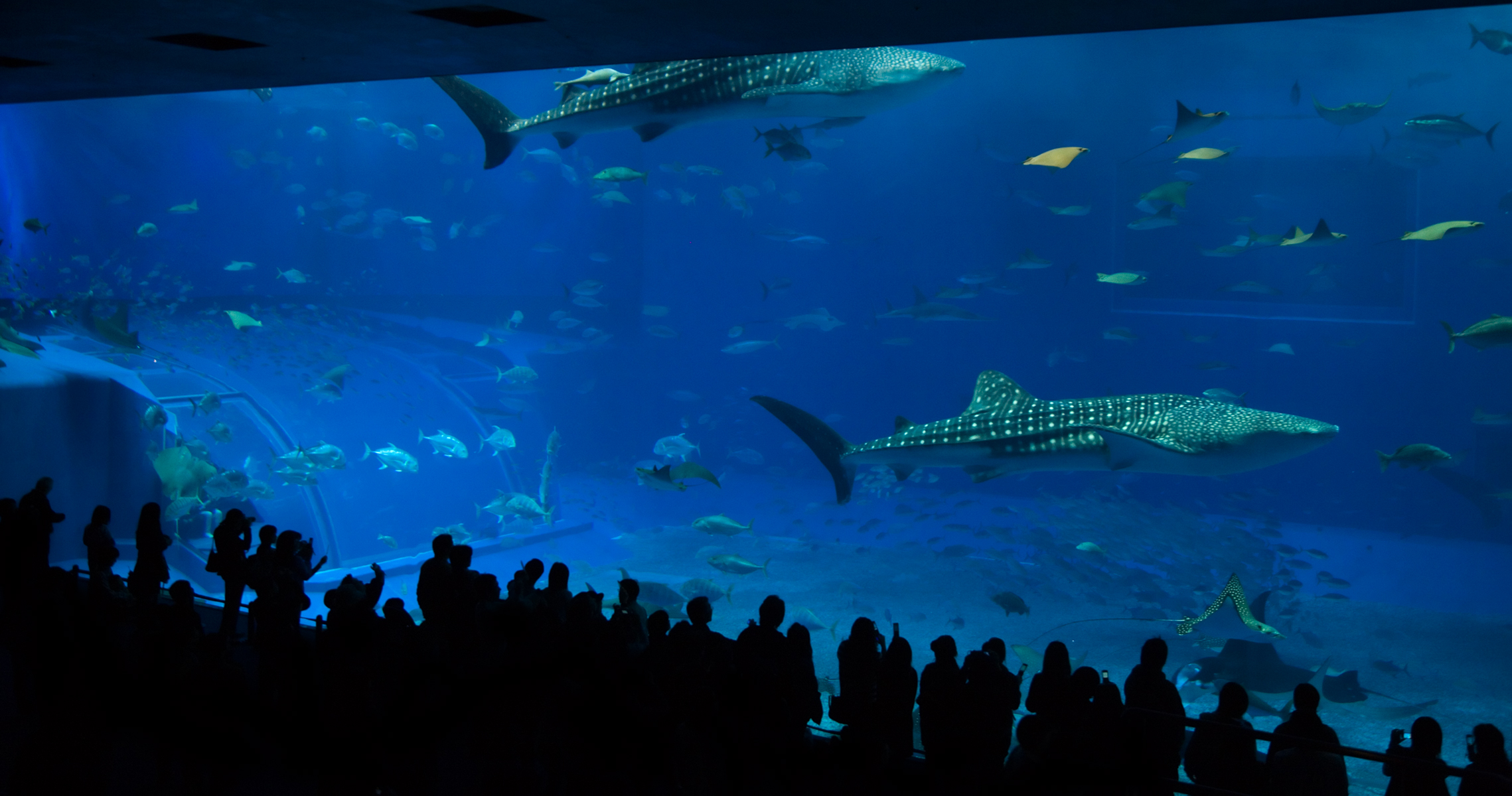
Kuroshio Sea in het Okinawa Churaumi-aquarium

Het Okinawa Churaumi-aquarium (沖縄美ら海水族館, Okinawa Churaumi Suizokukan) is een openbaar aquarium gelegen in Motobu (Kunigami), een gemeente in de Japanse prefectuur Okinawa. Het is het grootste aquarium van Japan en was tot de opening van het Georgia Aquarium te Atlanta in 2005 het grootste ter wereld.
De inhoud van het grootste reservoir, Kuroshio Sea geheten, is ruim 7500 kubieke meter. De 8 bij 22 meter grote glazen wand is 60 cm dik. In het aquarium leven ongeveer 80 vissoorten, waaronder de tot 15 meter lange walvishaai. Ook andere haaiensoorten, reuzenmanta's, adelaarsroggen, koeneusroggen en een verscheidenheid aan andere soorten zijn in de tank te bezichtigen.
In januari 2016 werd een tank geopend waarin de enige in gevangenschap levende witte haai woonde. Het was een volwassen exemplaar van 3,5 m lang. Het dier stierf na drie dagen in de tank te hebben rondgezwommen.
In 2019 was dit aquarium het eerste ter wereld waar een tijgerhaai in gevangenschap werd geboren.